# Пять юных сыщиков и верный пёс
«Пять юных сыщиков и верный пёс» (в некоторых переводах известны как «Пятеро Тайноискателей и собака» или просто «Пятеро тайноискателей», англ. The Five Find-Outers) — серия 15 книг английской писательницы Энид Блайтон. Книги из этой серии публиковались с 1941 по 1961 год. Пятеро детей проводят каникулы в маленьком городке под названием Питерсвуд. Каждый раз, когда они приезжают, в Питерсвуде случается преступление, которое юные сыщики расследуют, непременно опережая в этом городского констебля мистера Гуна.

## Персонажи
Фредерик Алджернон Троттевилл (Фатти)
 — начиная с третьей книги, глава детективного клуба «Пять юных сыщиков и верный пес». Своё прозвище получил по инициалам (F. A. T.) и за внушительную комплекцию (англ. fat — толстый, жир). Обладает незаурядными умственными способностями. Читает много детективов и криминалистической литературы, черпает оттуда полезные навыки и успешно применяет на практике. Мастер перевоплощений, умеет гримироваться и копировать голоса. Родители, недавно переехавшие с ним в Питерсвуд, и остальные родственники дают ему много карманных денег, так что он постоянно покупает книги, грим и вещи для изменения внешности (парики, накладные бороды, подушечки для щёк), а также, с удовольствием водит всю компанию в кафе за свой счёт. Любитель шуток и розыгрышей, из-за чего частенько нарывается на неприятности вместе со своими друзьями. Также большой любитель похвастаться своими достижениями и обладатель незаурядных талантов (стихосложение, чревовещание, актёрская игра). На момент первого расследования ему 12 лет.
Лоренс Дейкин (Ларри)
 — самый старший из ребят (на год старше Фатти), за что в самом начале был выбран главой детективного клуба. Но после двух расследований уступил это место Фатти, признав, что тот делает для клуба гораздо больше.
Маргарет Дейкин (Дейзи, англ. daisy — маргаритка)
 — младшая сестра Ларри, одного возраста с Фатти и Пипом. Автор идеи создания детективного клуба.
Филипп Хилтон (Пип)
 — одного возраста с Фатти и Дэйзи. У него есть сестрёнка Бетси, младше его почти на 4 года, которую он любит поддразнить и поиздеваться. Периодически делает глупости, хотя и полезного для клуба делает немало наряду с остальными. У него очень строгие родители, которым не нравится, что их сын участвует в расследованиях.
Элизабет Хилтон (Бетси, Бет)
 — самая младшая из всей компании, но довольно смышлёная. Периодически её посещают внезапные гениальные догадки, когда, казалось бы, расследование зашло в тупик. Искренне восхищается талантами Фатти. В начале её не хотели принимать в клуб из-за её малого возраста, что её очень обидело.
Бастер
 — верный пёс Фатти, породы скотч-терьер. Не раз помогал в расследованиях как собака-ищейка. Любит охотиться на кроликов, а также облаять и слегка покусать местного полицейского мистера Гуна за штанину.
Теофилус Гун
 — единственный полицейский в Питерсвуде. Не любит юных сыщиков за то, что они опережают его в расследованиях и, как он считает, суют свой нос в дела государственной важности; неоднократно посещал их родителей с жалобами и воспитательными напутствиями. Часто становится жертвой шуток юных сыщиков, давших ему прозвище «Пошлипрочь» (в разных переводах отл., например «Валиотсед») потому что он часто говорил им эти слова при встрече.
Мистер Дженкс (инспектор)
 — работает в полицейском управлении графства, в котором находится Питерсвуд, непосредственный начальник мистера Гуна. Сначала был инспектором, потом его повысили до старшего инспектора, а затем до суперинтенданта. Он, в отличие от своего подчинённого, одобряет деятельность юных сыщиков и всячески их поддерживает. Юные сыщики звонят ему каждый раз, когда доводят расследование до конца.
Эрнст Гун (Эрн)
 — племянник мистера Гуна. Познакомился с Фатти и компанией, когда гостил у дяди в Питерсвуде. Со своим дядей в напряжённых отношениях, главным образом, из-за дружбы с юными сыщиками. В одной из книг дело даже дошло до побега Эрна из дома дяди. Пытается писать стихи, хотя получается у него не очень; отличается трудолюбием. У него есть два младших брата (фигурируют эпизодически). В последней книге у Эрна появляется пёс Бинго.
Сидней Гун (Сид)
 — второй племянник мистера Гуна, младший брат Эрна. Вечно жуёт тянучки и ириски, из-за чего говорит «Эа» (в разных переводах отл.). Ребятам он не очень нравится.
Перси Гун (Пирс (Перс)
 — третий племянник Гуна, тоже младший брат Эрна. В раскрытии тайн чаще всего не очень помогает.
Мистер Пиппин
 — заменял мистера Гуна во время его отдыха. Мистер Гун наговорил ему про пяти юных сыщиков всякие гадости, но для Пиппина это не было преградой для дружбы с тайноискателями.

## Критика
Об этой серии книг Энид Блайтон Корней Чуковский писал (статья «Триллеры и чиллеры»):

…всех превзошла Энид Блайтон. В роли опытной сыщицы она вывела необыкновенно смышлёную восьмилетнюю девочку, которая своим интеллектом перещеголяла знаменитых сыщиков и регулярно оставляет в дураках профессионального полицейского Гуна. Книжка эта появилась в английском издательстве «Dragon» («Дракон»), которое печатает сыщицкие истории для малых детей от 6 до 8 лет («Синий Дракон») и от 8 до 12 лет («Красный дракон»).

## Книги
В России книги Энид Блайтон выпускались издательством «Совершенно секретно» в серии «Детский детектив» в виде сборников издательством «Эксмо» в серии «Чёрный котенок», а также издательством «Махаон». На Украине книги выпускались издательством «Два слона» (Одесса). В Беларуси издавались сборники издательством «Юнацтва» (Минск). В зависимости от перевода менялись названия книг.

### Серия книг разных издательств
| Оригинальное название                   | Год написания | Махаон, «Пять юных сыщиков и пёс-детектив» | Эксмо, Серия «Чёрный котёнок» «Пятеро тайноискателей и собака» | Два слона, «Пять юных сыщиков и верный пёс»                                                         | Совершенно секретно, Серия «Детский детектив» «Пятеро тайноискателей и собака» | Неизвестный издатель Прочие названия |
| --------------------------------------- | ------------- | ------------------------------------------ | -------------------------------------------------------------- | --------------------------------------------------------------------------------------------------- | ------------------------------------------------------------------------------ | ------------------------------------ |
| 1. The Mystery of the Burnt Cottage     | 1943          | Тайна сгоревшего коттеджа                  | Тайна коттеджа, который сгорел                                 | Тайна коттеджа, который сгорел                                                                      | Тайна сгоревшего коттеджа                                                      | -                                    |
| 2. The Mystery of the Disappearing Cat  | 1944          | Тайна пропавшей кошки                      | Тайна исчезнувшей кошки                                        | Тайна кошки, которая исчезала                                                                       | Тайна пропавшей кошки                                                          | -                                    |
| 3. The Mystery of the Secret Room       | 1945          | Тайна секретной комнаты                    | Тайна заброшенного дома                                        | Тайна комнаты, которую ото всех скрывали                                                            | Тайна секретной комнаты                                                        | -                                    |
| 4. The Mystery of the Spiteful Letters  | 1946          | Тайна анонимных писем                      | Тайна опасных писем                                            | Тайна угрожающих писем                                                                              | Тайна подброшенных писем                                                       | -                                    |
| 5. The Mystery of the Missing Necklace  | 1947          | Тайна жемчужного ожерелья                  | Тайна пропавшего ожерелья                                      | Тайна ожерелья, которое пропало                                                                     | Тайна пропавшего ожерелья                                                      | -                                    |
| 6. The Mystery of the Hidden House      | 1948          | Тайна зловещего дома                       | Тайна мерцающих огней                                          | Тайна странного дома                                                                                | Тайна лесного дома                                                             | -                                    |
| 7. The Mystery of the Pantomime Cat     | 1949          | Тайна ограбления в театре                  | Тайна актёра-грабителя                                         | Тайна кота, который выступал в пантомиме                                                            | Тайна кота из пантомимы                                                        | -                                    |
| 8. The Mystery of the Invisible Thief   | 1950          | Тайна вора-невидимки                       | Тайна вора-невидимки                                           | Тайна вора, которого никто не видел                                                                 | Тайна вора-невидимки                                                           | -                                    |
| 9. The Mystery of the Vanished Prince   | 1951          | Тайна исчезнувшего принца                  | Тайна похищенного принца                                       | Тайна принца, который пропал                                                                        | Тайна исчезнувшего принца                                                      | -                                    |
| 10. The Mystery of the Strange Bundle   | 1952          | Тайна красной перчатки                     | Тайна со дна реки                                              | Тайна непонятного свёртка                                                                           | Тайна странного свёртка                                                        | -                                    |
| 11. The Mystery of Holly Lane           | 1953          | Тайна украденной мебели                    | Тайна полуночного фургона                                      | Тайна улицы Холли Лейн                                                                              | Тайна коттеджа «Омела»                                                         | -                                    |
| 12. The Mystery of Tally-Ho Cottage     | 1954          | Тайна похищенной картины                   | Тайна украденной картины                                       | Тайна коттеджа «Тейли Хо»                                                                           | Тайна коттеджа «Талли-Хо»                                                      | -                                    |
| 13. The Mystery of the Missing Man      | 1956          | -                                          | Тайна человека со шрамом                                       | Тайна пропавшего человека                                                                           | Тайна человека со шрамом                                                       | -                                    |
| 14. The Mystery of the Strange Messages | 1957          | -                                          | Тайна похищенных бриллиантов                                   | Тайна загадочных посланий                                                                           | Тайна загадочных посланий                                                      | -                                    |
| 15. The Mystery of Banshee Towers       | 1961          | -                                          | Тайна подземного хода                                          | Тайна башни Банши (на обложке) Тайна замка «Бенши-тауэрс» (в других книгах данной серии, в перечне) | Тайна старинной башни                                                          | Тайна башни Банши-Тауерз             |